# Alps Lígurs
Els Alps Lígurs (en francès, Alpes Ligures; en italià, Alpi Liguri) són una secció del sector dels Alps del sud-oest, segons la classificació SOIUSA, i constitueix el tram inicial dels Alps, a cavall entre el Piemont, Liguria i el departament francès dels Alps Marítims. El seu punt més alt és el cim de la Punta Marguareis de 2.661 m.
Estan compresos entre el coll de Bocchetta di Altare (o coll de Cadibona) i el coll de Tenda. El coll de Cadibona els separa dels Apenins Lígurs, metre que el coll de Tenda els separa dels Alps Marítims.

## Classificació

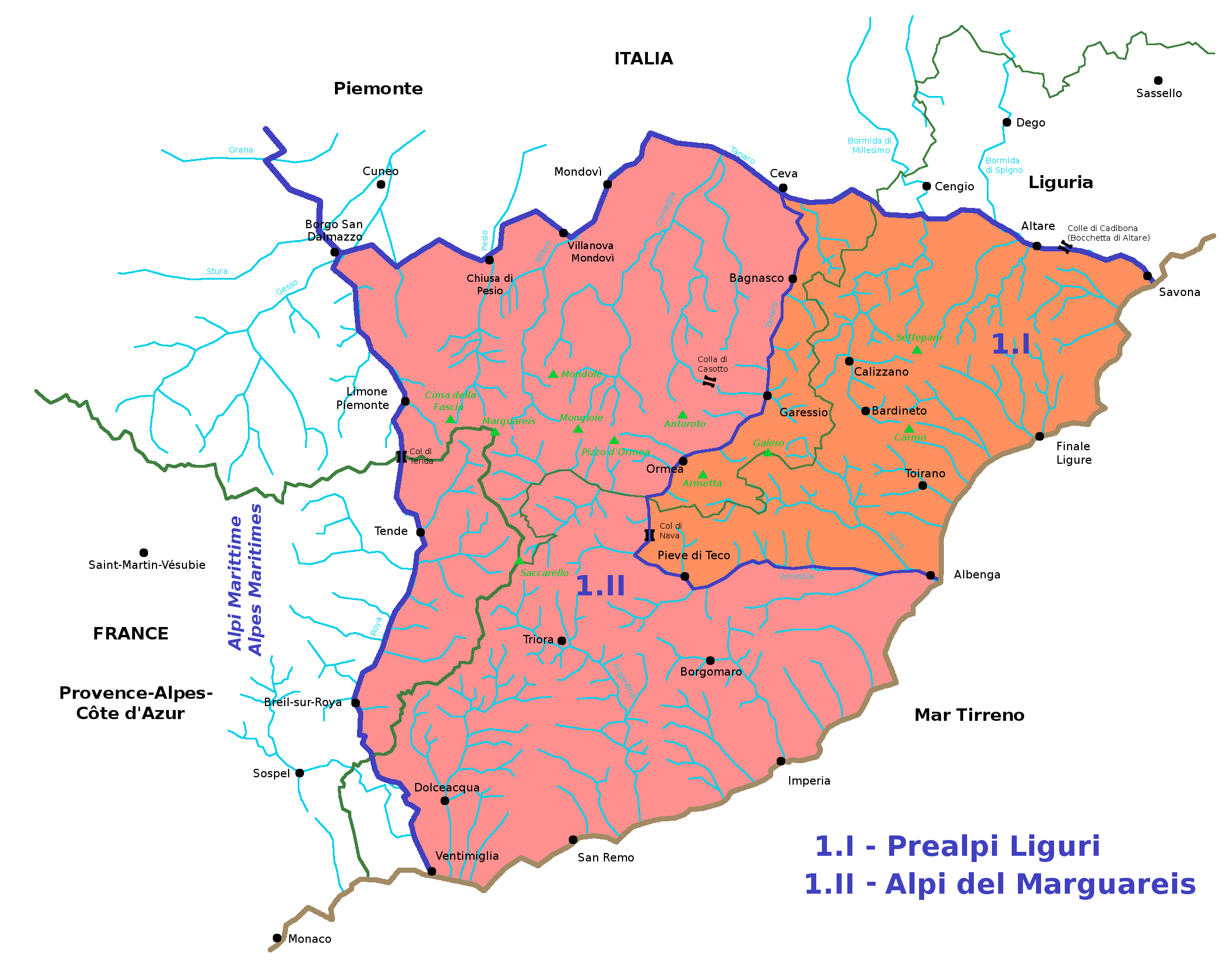
Carta esquemàtica dels Alps Lígurs segons la SOIUSA. Són evidents les subseccions dels Pealps Lígurs (1.I) i els Alps del Marguareis (1.II).

La Partició dels Alps que es va adoptar l'any 1926, després del IX Congrés Geogràfic Italià de 1924, són considerats com un grup que forma part dels Alps Marítims, dins la gran divisió anomenada Alps occidentals. En la classificació dels Alps italians utilitzada pel Club Alpí Italià i el Touring Club Italià són un subconjunt, juntament amb els Alps Marítims de la secció denominada Alps Lígurs i Alps Marítims.
La nova classificació internacional SOIUSA, publicada el 2005, la considera una secció dels Alps occidentals (sector dels Alps del sud-oest). A la vegada aquesta secció es divideix en les subseccions següents:
- Subsecció: Prealps Lígurs (1.I)
  - Cadena Settepani-Carmo-Armetta (A)
    - Grup del Monte Settepani (1): Bric Quoggia-Monte Alto (1.a); Monte Settepani (1.b); Bric dei Pinei-Rocca Roluta (1.c); Bric Gettina (1.d)
    - Grup del Monte Carmo (2): Monte Carmo di Loano (2.a); Spinarda-Sotta (2.b)
    - Grup Galero-Armetta (3): Monte Galero-Monte Armetta (3.a); Pizzo Castellino (3.b); Rocca delle Penne (3.c)

- Subsecció: Alps del Marguareis (1.II)
  - Cadena del Saccarello (A)
    - Grup del Monte Saccarello (1): Monte Saccarello (1.a); Monega-Carmo di Brocchi (1.b); Monte Guardiabella (1.c); Monte Moro (1.d); Ceppo-Bignone (1.e); Monte Pietra Vecchia (1.f)

  - Cadena Marguareis-Mongioie (B)
    - Grup del Marguareis (2): Marguareis (2.a); Serpentera-Cars (2.b); Scarason (2.c)
    - Grup Testa Ciaudon-Cima della Fascia (3): Testa Ciaudon (3.a); Cima della Fascia (3.b); Monte Pianè (3.c); Bric Costa Rossa (3.d)
    - Grup Mongioie-Mondolè (4): Mongioie (4.a); Cima della Brignola-Mondolè (4.b)
    - Grup Pizzo d'Ormea-Monte Antoroto (5): Bric di Conolia-Pizzo d'Ormea (5.a); Monte Baussetti (5.b); Bric Mindino (5.c)

## Característiques
El seu pic més alt és la Punta Marguareis, amb 2.661 msnm.
La seva major part es troba a la Itàlia nord-occidental, tot i que una petita part s'estén per França. Conformen l'extrem sud-oest dels Alps, separats dels Apenins pel coll de Cadibona, i el pas de Tenda els separa dels Alps Marítims. Formen la frontera entre el Piemont al nord i la Ligúria al sud. Aquesta part dels Alps la recorre el riu Tanaro i altres afluents del riu Po al costat piemontès, així com diversos rius menors que flueixen directament al mar Mediterrani a la costa lígur.
Els principals pics dels Alps Lígurs són la Punta Marguareis (2651 m) i el Monte Mongioie (2630 m), i hi ha diversos pics més que superen els 2.000 metres.

## Geografia

### Cims

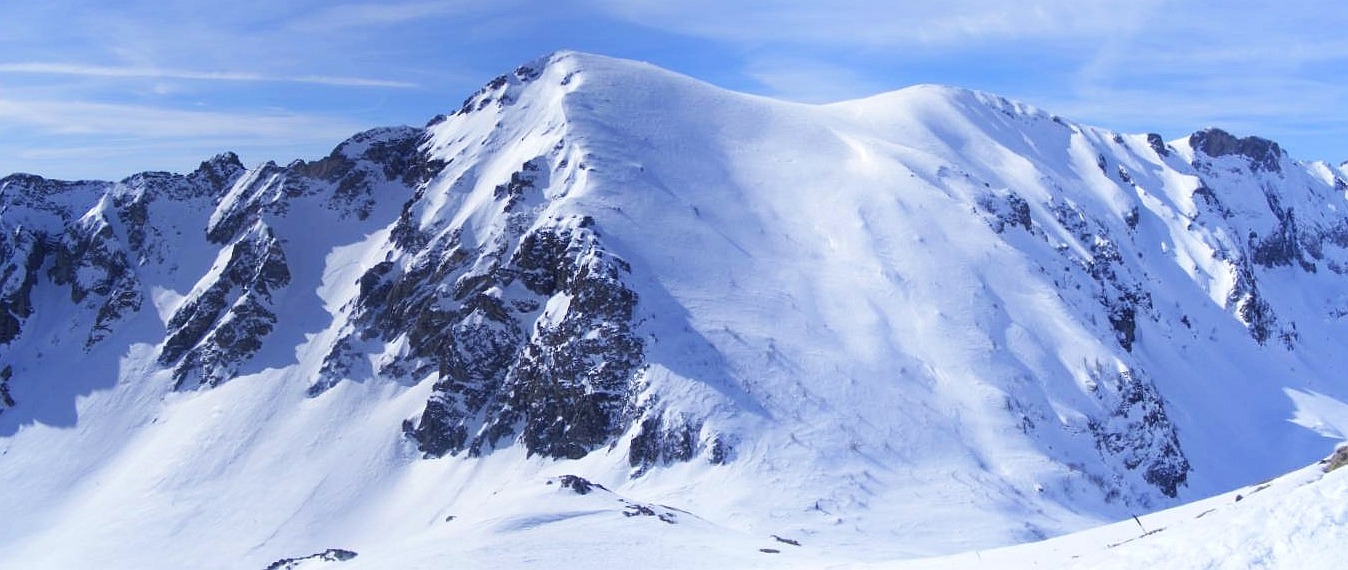
Monte Antoroto a l'hivern des del Monte Grosso

| Nom                  | metres | peus  |
| -------------------- | ------ | ----- |
| Punta Marguareis     | 2,651  | 8,695 |
| Monte Mongioie       | 2,630  | 8,626 |
| Cima delle Saline    | 2,612  | 8,567 |
| Pizzo d'Ormea        | 2,476  | 8,121 |
| Monte Besimauda      | 2,231  | 7,317 |
| Monte Saccarello     | 2,201  | 7,219 |
| Monte Frontè         | 2,152  | 7,058 |
| Monte Antoroto       | 2,144  | 7,032 |
| Bric Mindino         | 1,879  | 6,163 |
| Monte Armetta        | 1,739  | 5,703 |
| Monte Galero         | 1,708  | 5,602 |
| Monte Alfeo          | 1,651  | 5,417 |
| Monte Carmo di Loano | 1,389  | 4,555 |
| Monte Settepani      | 1,386  | 4,546 |

### Ports de muntanya
Els ports de muntanya més importants dels Alps Lígurs són:
| Nom                | Ubicació             | Tipus     | Altitud |
| ------------------ | -------------------- | --------- | ------- |
| Colle di Cadibona  | Savona a Ceva        | autopista | 436 m   |
| Colle di Melogno   | Finale Ligure a Ceva | carretera | 1.028 m |
| Colle San Bernardo | Albenga a Garessio   | carretera | 957 m   |
| Colle di Nava      | Imperia a Ormea      | carretera | 934 m   |
| Pas de Tenda       | Tende a Cuneo        | carretera | 1.870 m |